# Potrero (Stany Zjednoczone)
Potrero – jednostka osadnicza w Stanach Zjednoczonych, w stanie Kalifornia, w hrabstwie San Diego.